# Kurt Bork

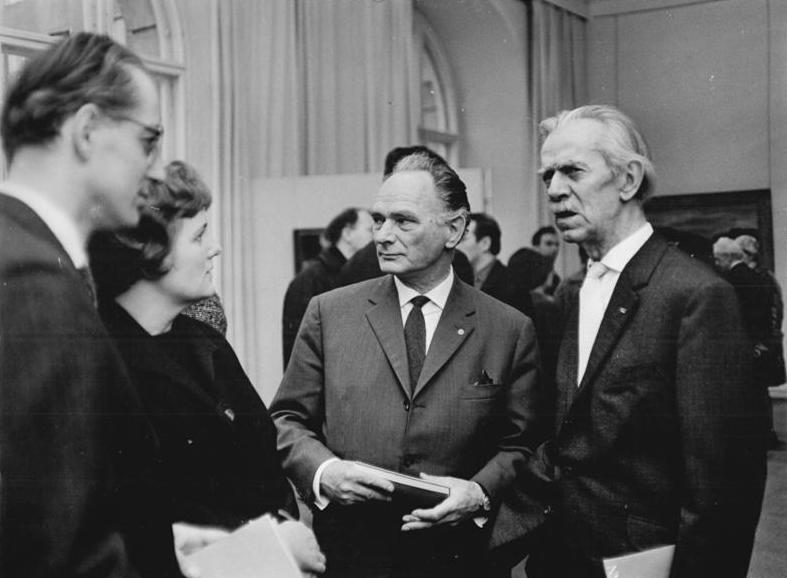
Kurt Bork (Mitte) auf einer Ausstellungseröffnung am 20. März 1965 in Ostberlin.

Kurt Bork (* 27. August 1906 in Berlin; † 25. September 1975 ebenda) war ein deutscher Politiker der Sozialistischen Einheitspartei Deutschlands (SED) in der Deutschen Demokratischen Republik (DDR). Er war seit 1962 stellvertretender Kulturminister und wurde 1973 entmachtet, nachdem eine von ihm konzipierte Theaterreform von der Partei- und Staatsführung abgelehnt worden war.

## Leben
Bork, Sohn einer Arbeiterin und eines Straßenbahnschaffners, lebte von 1915 bis 1920 im Halbwaisenhaus. Er besuchte die Volksschule und erhielt ab 1920 eine kaufmännische Ausbildung in der Berliner Firma Getreide-Lagerhaus Spreehof GmbH. Ab 1923 arbeitete er als kaufmännischer Angestellter in der Firma und war dann von 1940 bis 1945 dort Geschäftsführer. Seit 1920 war Bork in kommunistischen Jugendorganisationen aktiv, wurde 1921 Mitglied der Volksbühne und trat 1932 in die Kommunistische Partei Deutschlands (KPD) ein. Schon in jungen Jahren gründete er mit einigen Mitgliedern der Volksbühne eine eigene Spielgruppe und schrieb neben einer Fülle von Texten zwei große Sprechchorwerke, die in Berlin im Großen Schauspielhaus und in der Volksbühne aufgeführt wurden. Die Junge Volksbühne führte das Stück „Der Plünderer“ auf, mehrere Hörspiele wurden in Berlin, Wien, Beromünster und München gesendet.
Nach dem Ende des Zweiten Weltkriegs war Bork bis 1946 Leiter des Kulturamts Berlin-Lichtenberg. 1945 trat er wieder in die KPD ein und wurde infolge der Zwangsvereinigung von SPD und KPD zur SED 1946 SED-Mitglied. Bis 1949 war Bork Mitarbeiter der Abteilung Volksbildung beim Magistrat von Groß-Berlin, zunächst im Referat Theater, dann Hauptamtsleiter für Darstellende Kunst, und danach bis 1951 Hauptreferent für Theater im Ministerium für Volksbildung der DDR.
Von 1951 bis 1954 war Bork Leiter der Abteilung Darstellende Kunst in der Staatlichen Kommission für Kunstangelegenheiten und Dozent an der Filmhochschule Potsdam-Babelsberg. 1952 absolvierte er einen Lehrgang an der Deutschen Akademie für Staats- und Rechtswissenschaft. Von 1954 bis 1958 war Bork Leiter der Hauptabteilung Darstellende Kunst und von 1959 bis 1962 Abteilungsleiter im Ministerium für Kultur der DDR und dort Mitglied der zentralen Parteileitung. 
Von 1962 bis 1973 war Bork stellvertretender Minister für Kultur der DDR. Bis 1969 war er zuständig für Theater, Musik, Bildung, Kunst, schulische Einrichtungen und Veranstaltungswesen. Von 1962 bis 1968 war er Mitglied des Zentralvorstandes der Gewerkschaft Kunst der DDR und von 1966 bis 1971 Vorstandsmitglied des Verbands der Theaterschaffenden. 1968 absolvierte Bork einen Weiterbildungslehrgang am Institut für Gesellschaftswissenschaften beim ZK der SED.
In den späten 1960ern wurde Bork ein wichtiger Förderer der Berliner und Leipziger Theater, des Berliner Ensembles und der Komischen Oper. Nach der gewaltsamen Niederschlagung des Prager Frühlings geriet Bork in Konflikt mit der Partei- und Staatsführung. Das Politbüro des ZK der SED lehnte eine von ihm konzipierte Theaterreform in der DDR ab und entzog ihm die Verantwortung für die Theater der DDR. 1969 übernahm Bork das Ressort Bildende Kunst, Denkmalpflege und Internationale Beziehungen im Ministerium für Kultur der DDR. Im April 1973 wurde er, offiziell aus Altersgründen, als stellvertretender Kulturminister abgelöst. Danach war er Vorsitzender des Kuratoriums des Kulturfonds der DDR.

## Auszeichnungen
- 1961 Vaterländischer Verdienstorden in Bronze und 1966 in Silber
- 1966 Johannes-R.-Becher-Medaille
- 1971 Orden „Banner der Arbeit“